# Ringerikestil

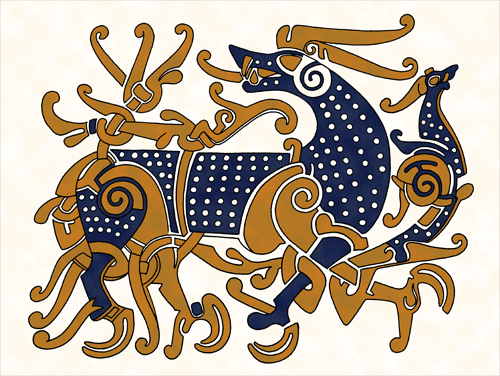
Ringerikemotivet på Engelska runinskrifter 2 från början av 1000-talet.

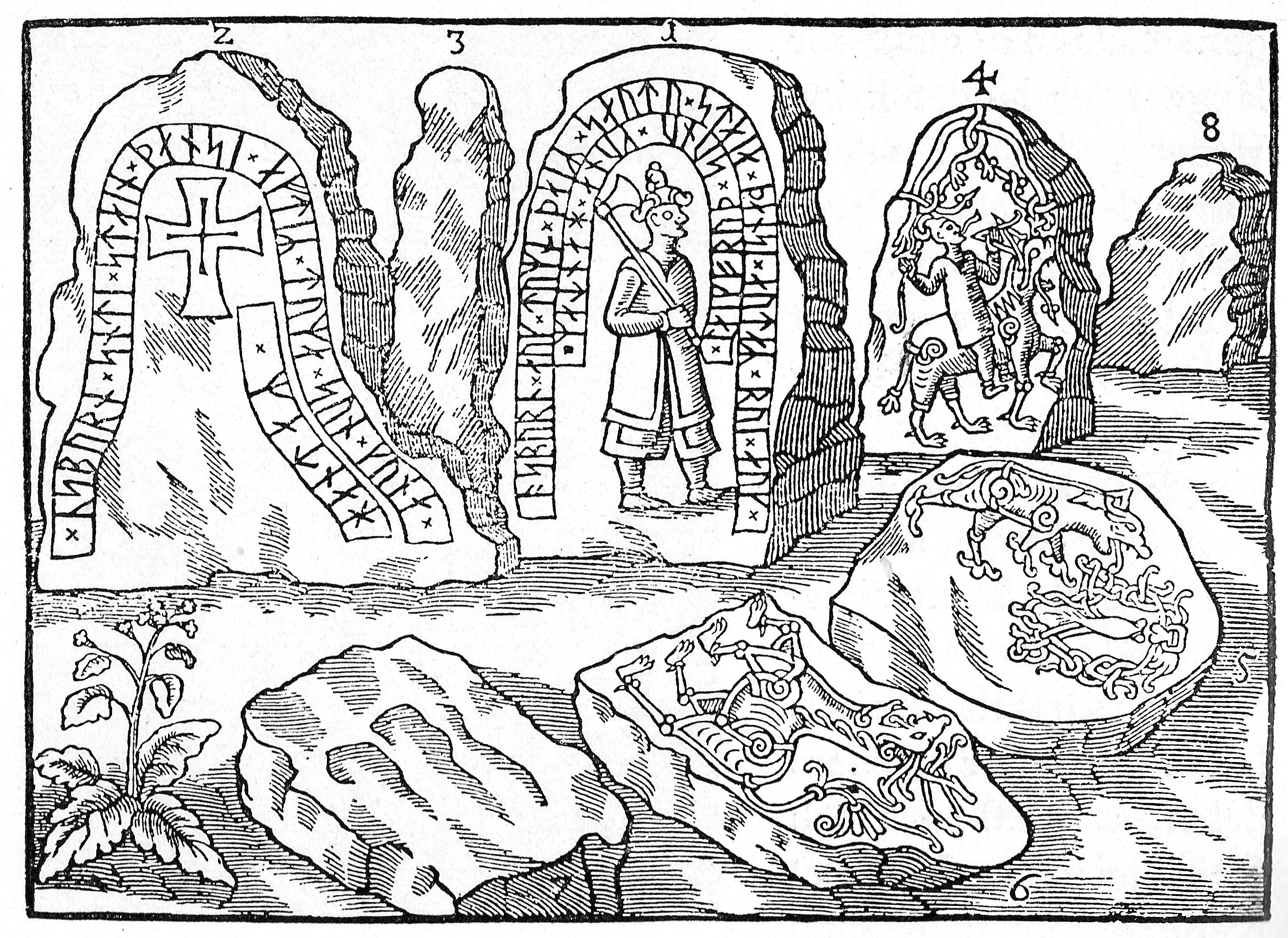
Hunnestadsmonumentet från runt 970–1020.

Ringerikestil är en konstriktning som förekom i Norden under yngre vikingatid. Stilen är uppkallad efter den sandsten från Ringerike i Norge som några runstenar är tillverkade av. Stilen skapades förmodligen i Danmark omkring år 1000.
Karaktäristiskt för stilen är att motivet (ofta ett så kallat stort djur) är kringvärvt av utdragna "vimplar" med abrupt krökta spetsar på runband och rankor, jämnt kurvade ornamentlinjer och repetition av identiska former. Stilen introducerades antagligen i England vid Knut den stores trontillträde. Ett känt exempel på ornament i Ringerikestil är Söderalaflöjeln från Söderala kyrka i Hälsingland.

## Galleri

### Runstenar

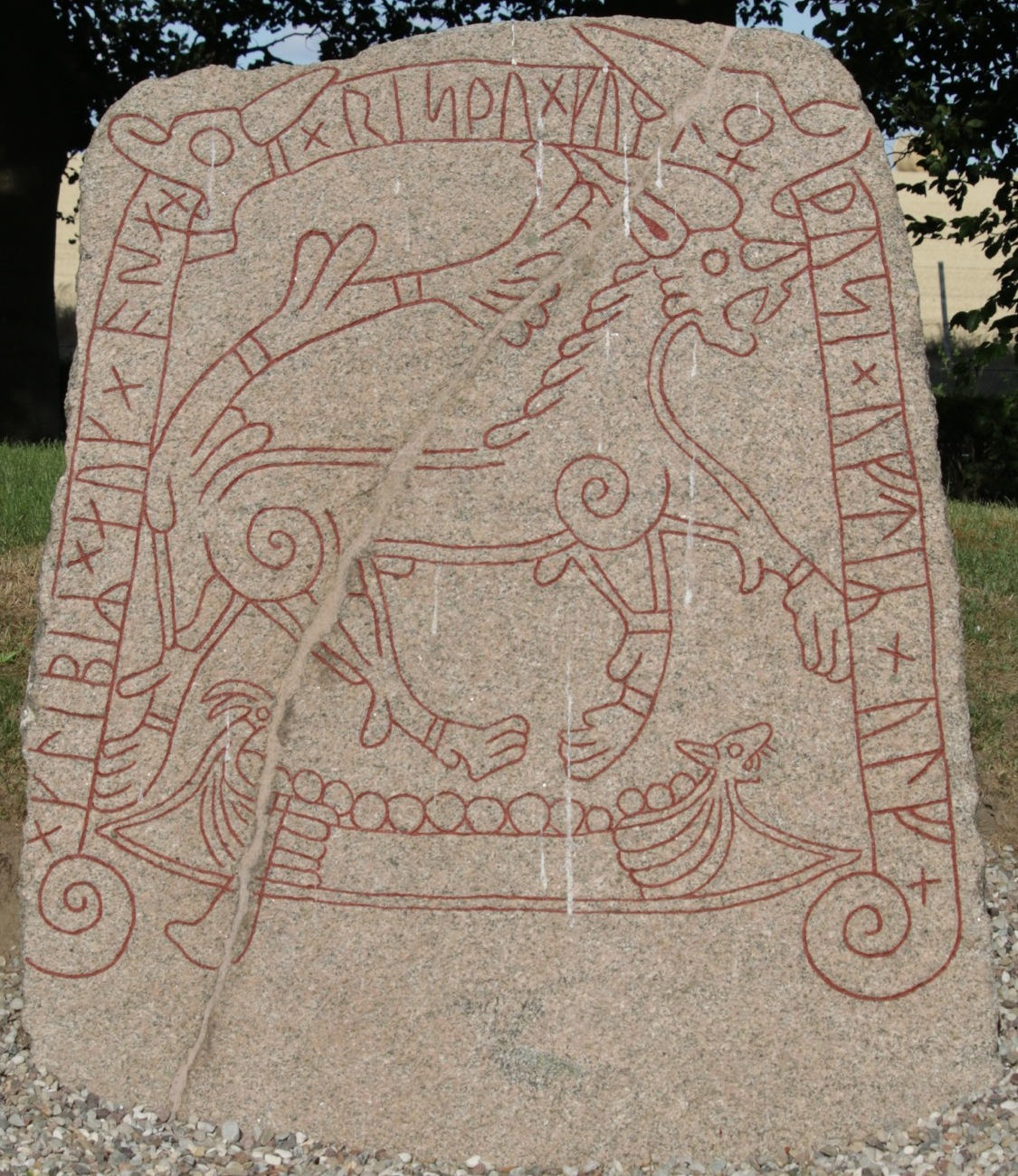
Danmarks runeindskrifter 271 (runt 1000)
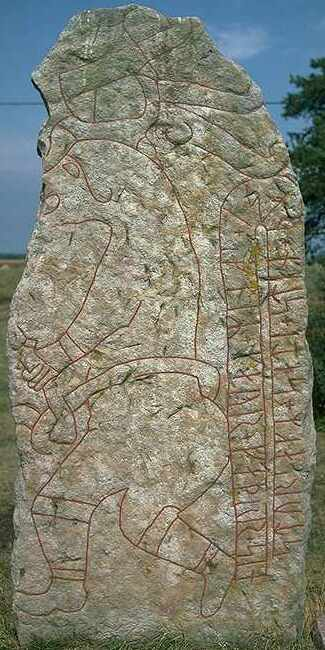
Västergötlands runinskrifter 56 (runt 1000)
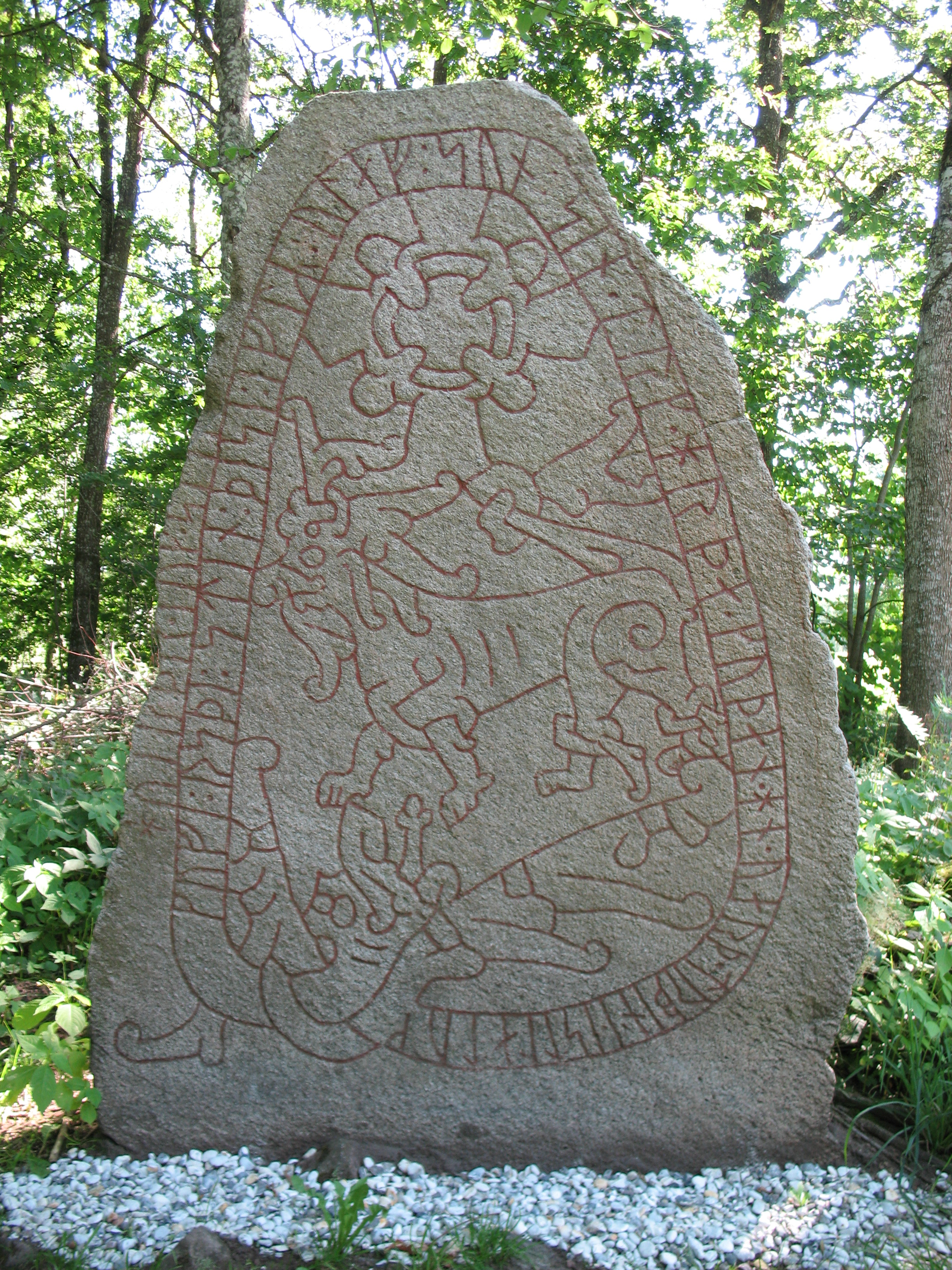
Västergötlands runinskrifter 181 (runt 1025)
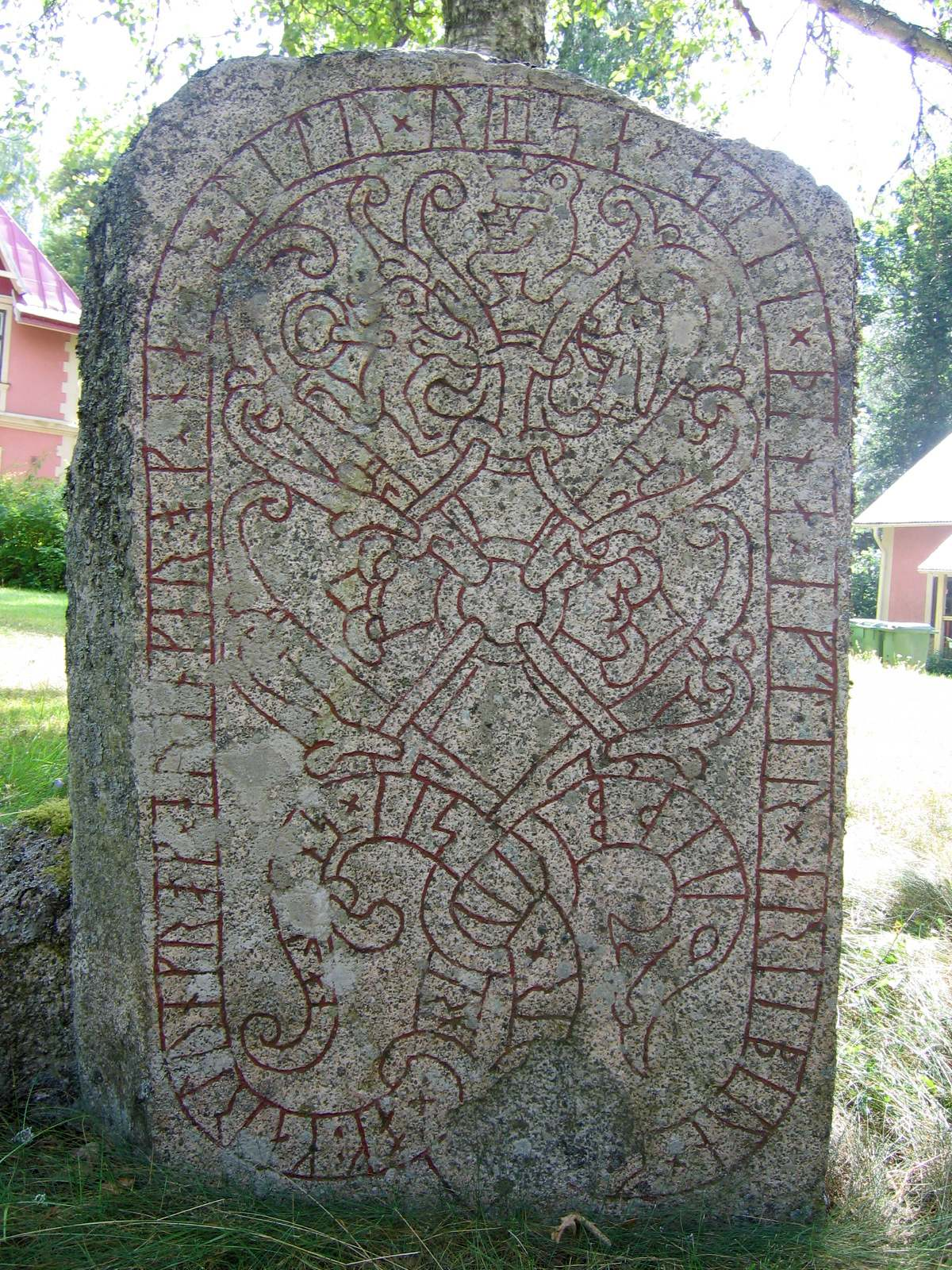
Upplands runinskrifter 1163 (runt 1000)
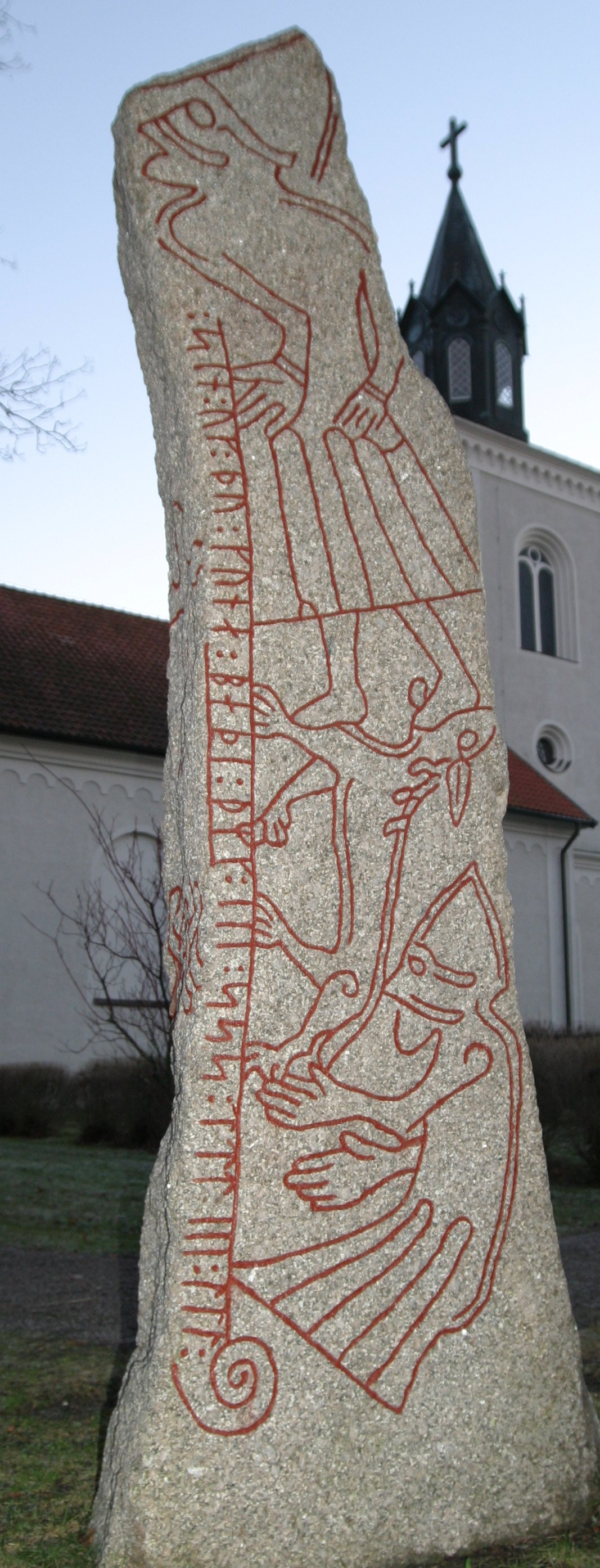
Östergötlands runinskrifter 181 (runt 1000)
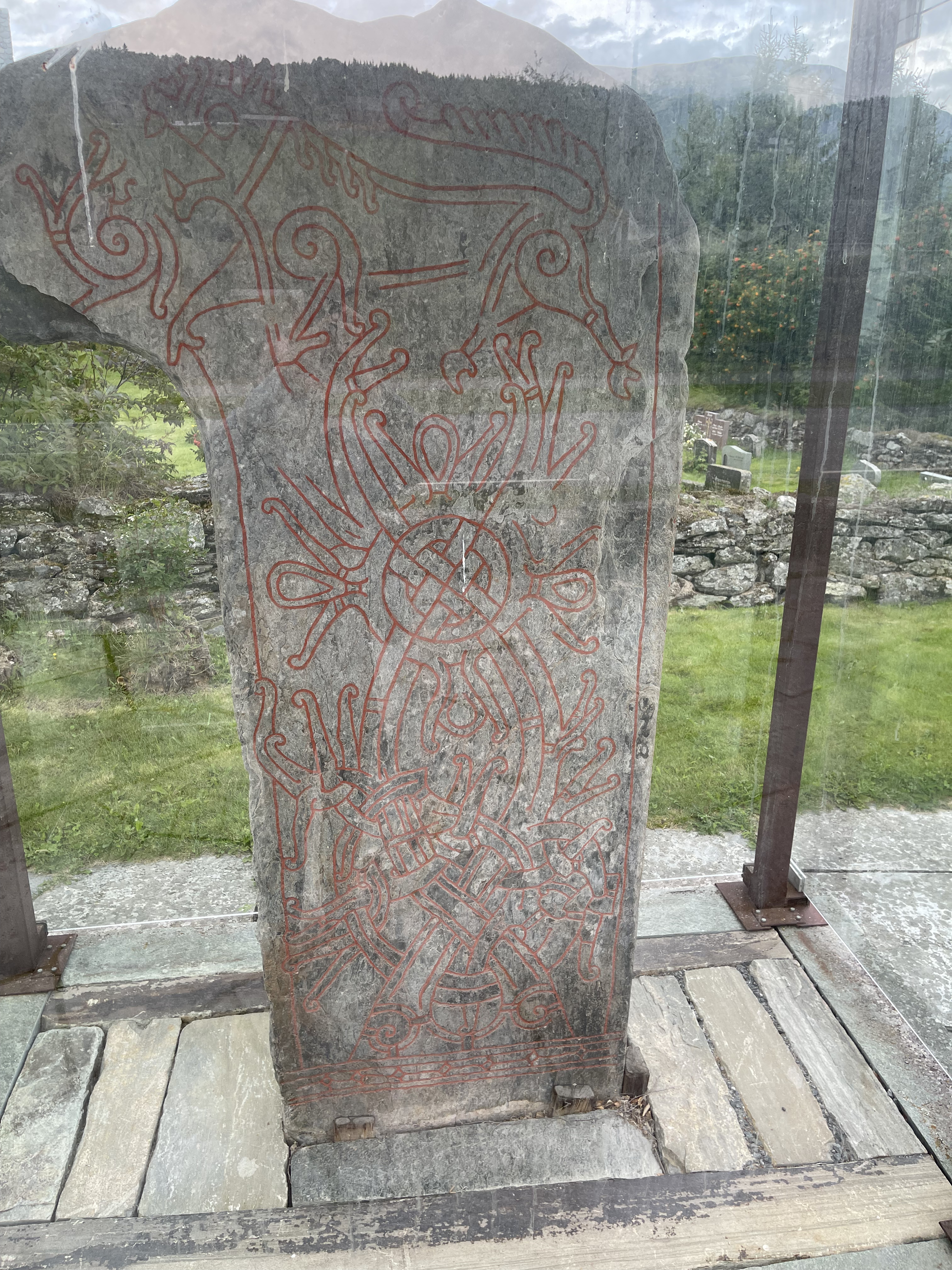
Norges runinskrifter 84 (runt 1025)

### Flöjlar

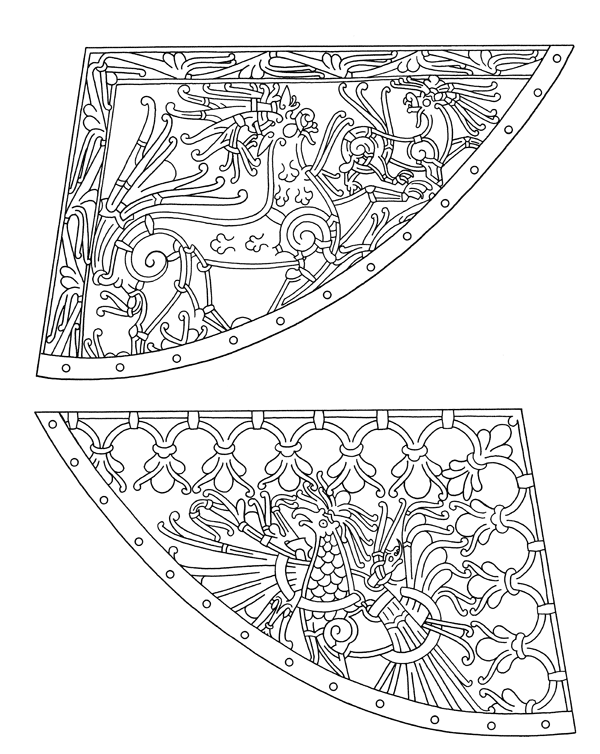
Heggenflöjeln (runt 1025) från ett vikingaskepp, återbrukat på Hegge stavkyrka, Norge.
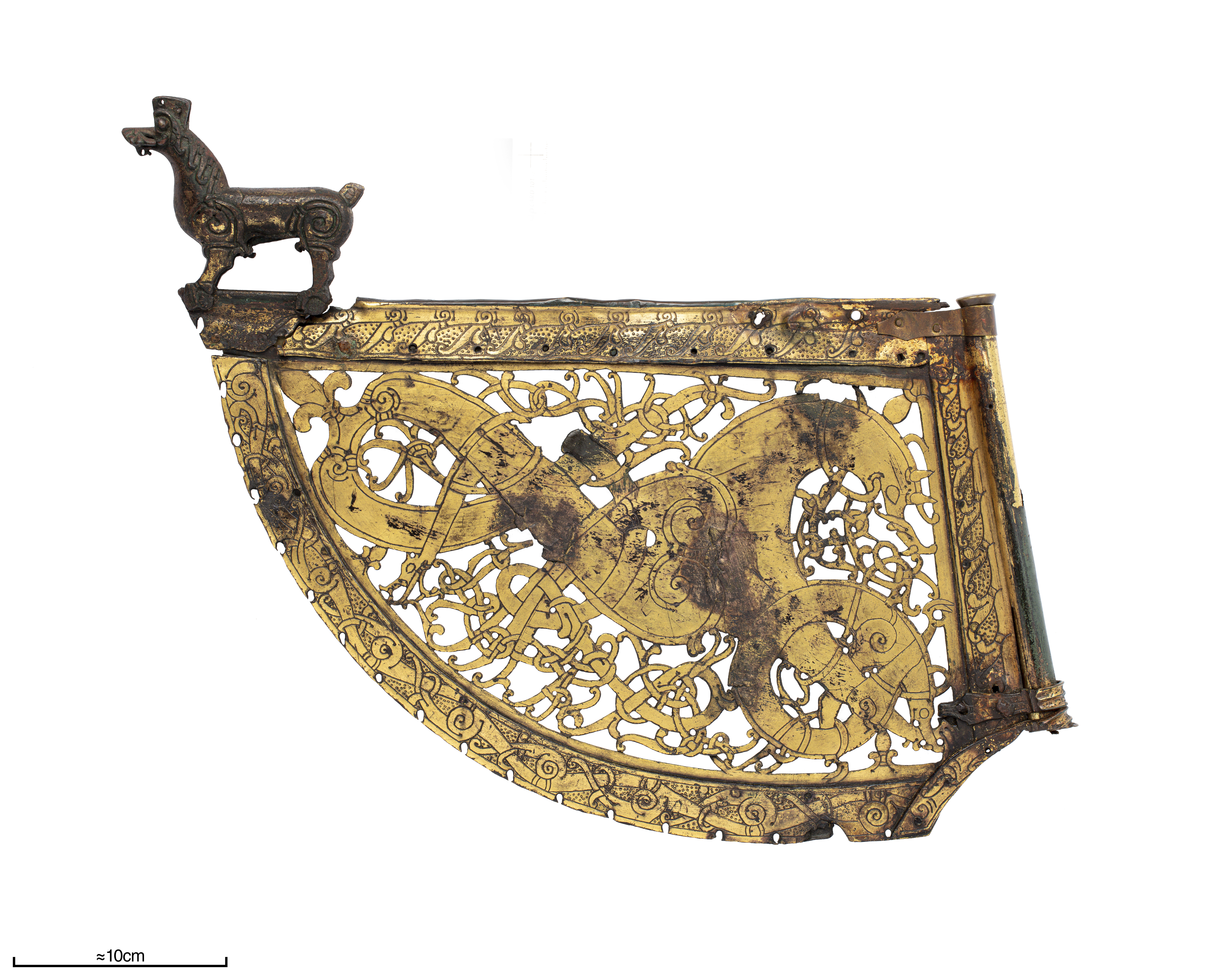
Söderalaflöjeln (runt 1025), Söderala, Hälsingland.
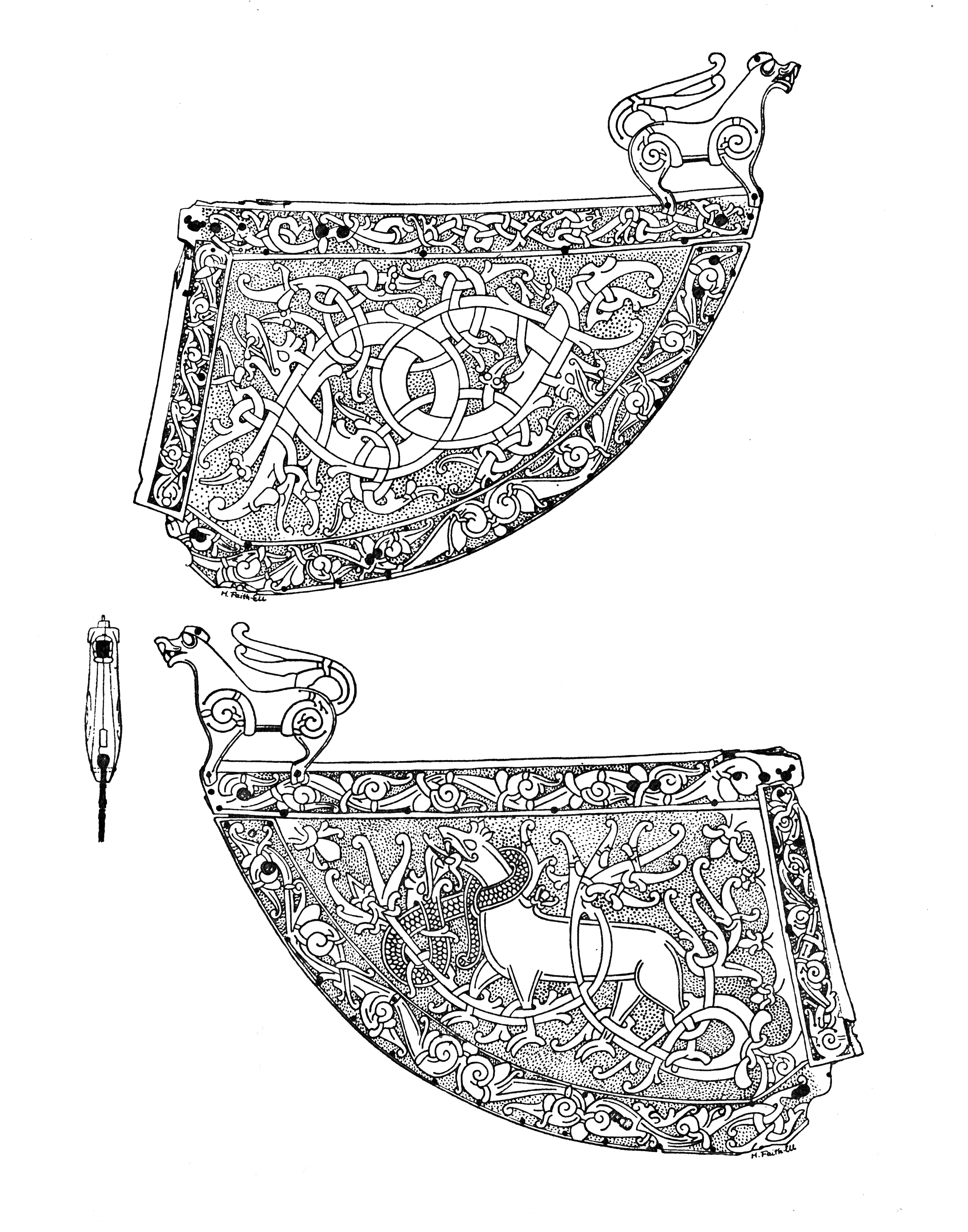
Källungeflöjeln (runt 1050), Källunge, Gotland.